# 新注释本福尔摩斯探案
《新注释本福尔摩斯探案》（英語：The New Annotated Sherlock Holmes）是一部《福尔摩斯探案》（阿瑟·柯南·道尔原著）的注释书，由Leslie S. Klinger注释编辑，共三卷。该书最初由W. W. Norton出版大开本书套精装版。
卷一与卷二出版于2004年11月17日，收录《福尔摩斯探案》中的短篇小说，卷三出版于
2005年11月17日，收录《福尔摩斯探案》中的长篇小说。单独本（无书套）于2007年11月5日出版。
这一版的《福尔摩斯探案》被称为是“权威性的”。

## 中文译本
- 《新注释本福尔摩斯探案全集》（全三卷）.刘臻、吴思绮译.同心出版社.2013年2月.ISBN 9787547702765